# Thalassia Zoni Chersonisou Athona
Thalassia Zoni Chersonisou Athona este o arie protejată (sit de importanță comunitară — SCI) din Grecia întinsă pe o suprafață de 20.304,44 ha, integral marine.

## Localizare
Centrul sitului Thalassia Zoni Chersonisou Athona este situat la coordonatele 40°12′25″N 24°12′28″E / 40.206907°N 24.207719°E.

## Înființare
Situl Thalassia Zoni Chersonisou Athona a fost declarat arie specială de conservare în baza directivei 92/43 din 1992 referitoare la conservarea habitatelor naturale și a faunei și florei sălbatice pentru a proteja un număr necunoscut de specii din flora spontană și fauna sălbatică aflate în arealul zonei.

## Biodiversitate
Situată în ecoregiunea marină mediteraneană, aria protejată conține 4 habitate naturale: Bancuri de nisip acoperite în permanență slab de apă marină, Straturi cu Posidonia (Posidonion oceanicae), Recifuri, Peșteri marine scufundate complet sau parțial.
La baza desemnării sitului se află un număr nedeclarat de specii protejate.
Pe lângă speciile protejate, pe teritoriul sitului au mai fost identificate 1 specie de plante, 8 specii de nevertebrate.